# Kissimmee
Kissimmee je město ve Spojených státech amerických. Nachází se v okrese Osceola County ve státě Florida. Ve městě žije  obyvatel a jeho rozloha činí .
Město bylo založeno roku 1881. Leží v nadmořské výšce asi 20 m n. m. v oblasti s vlhkým subtropickým podnebím. Ve městě se nachází kampusy univerzit University of Central Florida a Valencia College. Mezi lety 2010 a 2020 se populace města zvýšila o 20 tisíc obyvatel, tj. o třetinu jeho populace.